# Молодіжна збірна Хорватії з футболу
Молоді́жна збі́рна Хорва́тії з футбо́лу — національна футбольна збірна Хорватії гравців віком до 21 року (U-21), яка підпорядкована Хорватському футбольному союзу.

## Виступи начемпіонатах Європи
| Фінальний раунд | Фінальний раунд         | Фінальний раунд         | Фінальний раунд         | Фінальний раунд         | Фінальний раунд         | Фінальний раунд         | Фінальний раунд         | Фінальний раунд         |     | Кваліфікаційний раунд | Кваліфікаційний раунд | Кваліфікаційний раунд | Кваліфікаційний раунд | Кваліфікаційний раунд | Кваліфікаційний раунд | Кваліфікаційний раунд |
| Рік             | Раунд                   | І                       | В                       | Н                       | П                       | МЗ                      | МП                      | Різ                     | І   | В                     | Н                     | П                     | МЗ                    | МП                    | Різ                   |                       |
| 1996            | не пройшла кваліфікацію | не пройшла кваліфікацію | не пройшла кваліфікацію | не пройшла кваліфікацію | не пройшла кваліфікацію | не пройшла кваліфікацію | не пройшла кваліфікацію | не пройшла кваліфікацію | 10  | 5                     | 2                     | 3                     | 13                    | 12                    | +1                    |                       |
| 1998            | не пройшла кваліфікацію | не пройшла кваліфікацію | не пройшла кваліфікацію | не пройшла кваліфікацію | не пройшла кваліфікацію | не пройшла кваліфікацію | не пройшла кваліфікацію | не пройшла кваліфікацію | 8   | 4                     | 0                     | 4                     | 13                    | 9                     | +4                    |                       |
| 2000            | Груповий раунд          | 3                       | 0                       | 1                       | 2                       | 4                       | 6                       | −2                      | 10  | 7                     | 2                     | 1                     | 28                    | 9                     | +19                   |                       |
| 2002            | не пройшла кваліфікацію | не пройшла кваліфікацію | не пройшла кваліфікацію | не пройшла кваліфікацію | не пройшла кваліфікацію | не пройшла кваліфікацію | не пройшла кваліфікацію | не пройшла кваліфікацію | 8   | 3                     | 4                     | 1                     | 10                    | 7                     | +3                    |                       |
| 2004            | Груповий раунд          | 3                       | 0                       | 1                       | 2                       | 3                       | 5                       | −2                      | 8   | 4                     | 2                     | 2                     | 11                    | 5                     | +6                    |                       |
| 2006            | не пройшла кваліфікацію | не пройшла кваліфікацію | не пройшла кваліфікацію | не пройшла кваліфікацію | не пройшла кваліфікацію | не пройшла кваліфікацію | не пройшла кваліфікацію | не пройшла кваліфікацію | 12  | 8                     | 1                     | 3                     | 16                    | 11                    | +5                    |                       |
| 2007            | не пройшла кваліфікацію | не пройшла кваліфікацію | не пройшла кваліфікацію | не пройшла кваліфікацію | не пройшла кваліфікацію | не пройшла кваліфікацію | не пройшла кваліфікацію | не пройшла кваліфікацію | 2   | 0                     | 0                     | 2                     | 2                     | 4                     | −2                    |                       |
| 2009            | не пройшла кваліфікацію | не пройшла кваліфікацію | не пройшла кваліфікацію | не пройшла кваліфікацію | не пройшла кваліфікацію | не пройшла кваліфікацію | не пройшла кваліфікацію | не пройшла кваліфікацію | 10  | 7                     | 1                     | 2                     | 20                    | 12                    | +8                    |                       |
| 2011            | не пройшла кваліфікацію | не пройшла кваліфікацію | не пройшла кваліфікацію | не пройшла кваліфікацію | не пройшла кваліфікацію | не пройшла кваліфікацію | не пройшла кваліфікацію | не пройшла кваліфікацію | 10  | 5                     | 2                     | 3                     | 18                    | 15                    | +3                    |                       |
| 2013            | не пройшла кваліфікацію | не пройшла кваліфікацію | не пройшла кваліфікацію | не пройшла кваліфікацію | не пройшла кваліфікацію | не пройшла кваліфікацію | не пройшла кваліфікацію | не пройшла кваліфікацію | 8   | 2                     | 1                     | 5                     | 7                     | 16                    | −9                    |                       |
| 2015            | не пройшла кваліфікацію | не пройшла кваліфікацію | не пройшла кваліфікацію | не пройшла кваліфікацію | не пройшла кваліфікацію | не пройшла кваліфікацію | не пройшла кваліфікацію | не пройшла кваліфікацію | 10  | 6                     | 1                     | 3                     | 22                    | 9                     | +13                   |                       |
| 2017            | не пройшла кваліфікацію | не пройшла кваліфікацію | не пройшла кваліфікацію | не пройшла кваліфікацію | не пройшла кваліфікацію | не пройшла кваліфікацію | не пройшла кваліфікацію | не пройшла кваліфікацію | 10  | 6                     | 2                     | 2                     | 24                    | 11                    | +13                   |                       |
| 2019            | Груповий раунд          | 3                       | 0                       | 1                       | 2                       | 4                       | 8                       | −4                      | 10  | 8                     | 1                     | 1                     | 31                    | 5                     | +26                   |                       |
| 2021            | Чвертьфінал             | 4                       | 1                       | 0                       | 3                       | 5                       | 7                       | −2                      | 10  | 6                     | 2                     | 2                     | 37                    | 7                     | +30                   |                       |
| 2023            | Груповий раунд          | 3                       | 0                       | 1                       | 2                       | 0                       | 3                       | −3                      | 8   | 6                     | 1                     | 1                     | 19                    | 7                     | +12                   |                       |
| Разом           | 5/15                    | 16                      | 1                       | 4                       | 11                      | 16                      | 29                      | −13                     | 134 | 77                    | 22                    | 35                    | 271                   | 139                   | +132                  |                       |